# Chwostek
Chwostek is een plaats in het Poolse district  Lubliniecki, woiwodschap Silezië. De plaats maakt deel uit van de gemeente Herby en telt 430 inwoners.

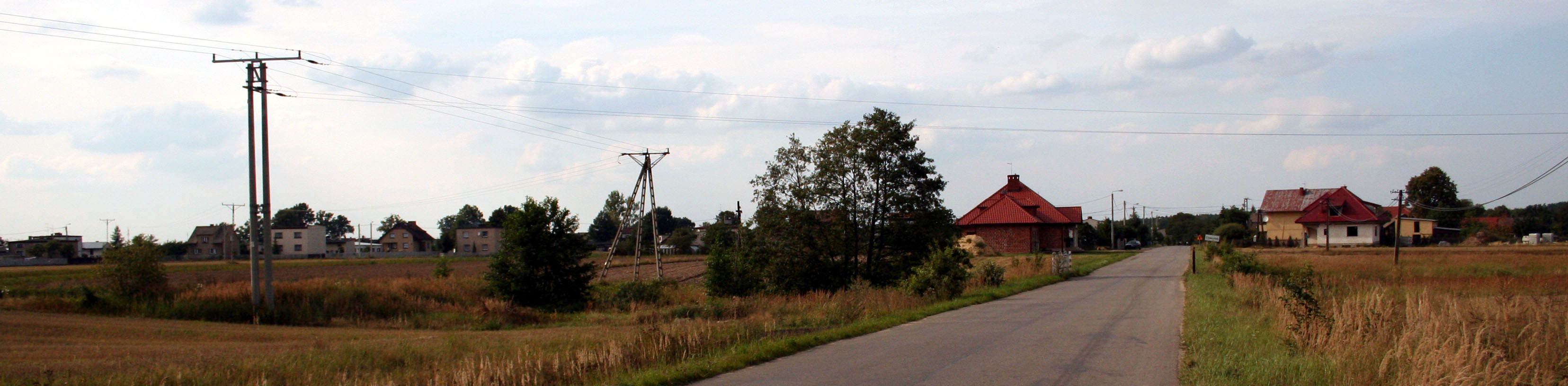
Panorama